# Raúl Perojo
Raúl Perojo Valdés (27 maggio 1974) è uno schermidore cubano.

## Palmarès
In carriera ha conseguito i seguenti risultati:
- Mondiali di scherma

Nimes 2001: bronzo nel fioretto a squadre.
- Giochi Panamericani:

Winnipeg 1999: oro nel fioretto a squadre.
Santo Domingo 2003: oro nella spada a squadre, argento nel fioretto a squadre e bronzo individuale.